# نيكوس بانتليس
نيكوس بانتليس (باليونانية: Νίκος Παντέλης)‏ (6 أكتوبر 1959 بأثينا في اليونان - ) هو مدرب كرة قدم ولاعب كرة قدم يوناني في مركز الدفاع. لعب مع نادي بانيونيوس.

## وصلات خارجية
- نيكوس بانتليس على موقع قاعدة بيانات كرة القدم.إي يو (الإنجليزية)